# Rosemarie Bowe
Rosemarie Bowe Stacková (rodným jménem Rose Marie Bowe; 17. září 1932 - 20. ledna 2019) byla americká modelka a herečka.

## Život

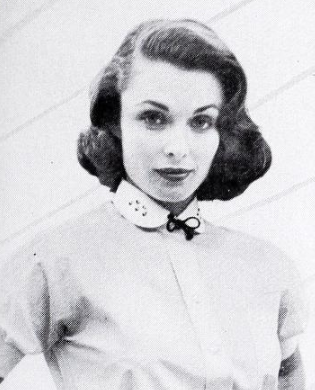
Rosemarie Bowe na obálce časopisu Photoplay (výstřižek, 1955)

### Mládí a kariéra
Narodila se 17. září 1932 ve městě Butte ve státě Montana jako nejmladší dítě stavebního dělníka Dennise V. Bowa a módní návrhářky Ruby Bowové. Měla starší sestru Claire a bratra Sidneyho. Její rodina se brzy po jejím narození přestěhovala do Tacomy ve Washingtonu, kde strávila většinu dětství a také vystudovala střední školu Stadium High School. Již v mládí pracovala jako modelka v Seattlu a během studia se začala věnovat i herectví a tanci.
V roce 1950 vyhrála soutěž krásy „Miss Tacoma“ a o rok později se umístila na druhém místě (spolu s Mary Ellen Nicholsovou) v soutěži o královnu výstavy Home Show and Building Exposition. Po dobu jednoho semestru také navštěvovala vysokou školu Tacoma Community College.
V roce 1951 odcestovala se svou matkou do Los Angeles za svým bratrem Sidneyem, který byl povolán do války v Koreji. Rose i její matce se na slunném západě v Kalifornii zalíbilo a rozhodly se zde chvíli zůstat. Netrvalo dlouho a Rose si zde našla další práci jako modelka a brzy se objevila na několika pin-up portrétech malíře Gila Elvgrena. Zakrátko se objevila i na obálkách módních časopisů jako Eye, Tempo a Blightly, díky čemuž jí začaly přicházet nabídky na filmové i televizní role. Z Rose se mezitím stala vážená modelka, která i přesto, že byla často přirovnávána k Marilyn Monroe či Grace Kellyové, vždy modelovala pouze „haute couture“ a už nikdy v pozdější době nepózovala jako pin-upka.
Její herecká kariéra začala v roce 1952, kdy podepsala smlouvu s filmovým producentem Charlesem K. Feldmanem. Brzy však přešla ke studiu Columbia Pictures a pod jménem Laura Bowe debutovala malou rolí v muzikálu Lovely to Look at (1952) s Kathryn Graysonovou a Redem Skeltonem. Po několika dalších vedlejších rolí ve snímcích, jako Million Dollar Mermaid (1952) s Esther Williams či The Adventures of Hajji Baba (1954), přešla z Columbie ke studiu R. K. Films a jako Ann Dexterová se objevila po boku Johna Agara v dobrodružném hororu The Golden Mistress (1954). Po dalších dvou filmech se blýskla ve westernu The Peacemaker (1956) pro studio 20th Century Fox a poté se ve filmech začala objevovat už jen výjimečně.

### Osobní život

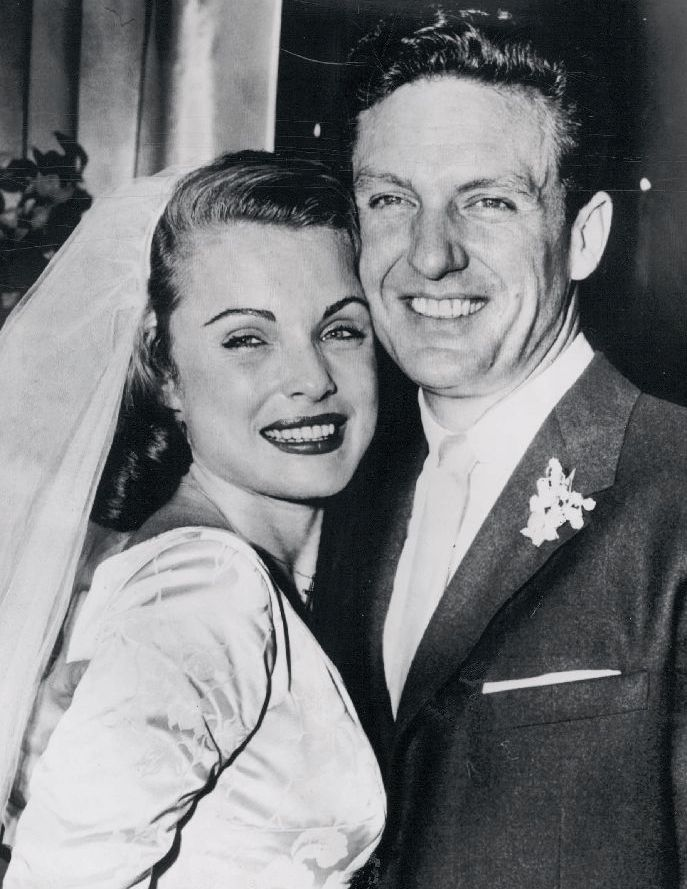
Rosemarie Bowe se svým manželem Robertem Stackem (12. ledna 1956)

Dne 23. ledna 1956 se vdala za svého jediného manžela Roberta Stacka, se kterým žila až do jeho smrti v roce 2003. Měli spolu dvě děti; dceru Elizabeth Langford a syna Charlese Roberta.
Rosemarie Bowe zemřela 20. ledna 2019 ve věku 86 let.

## Filmografie

### Filmy
- 1952 Lovely to Look at (režie Mervyn LeRoy a Vincente Minnelli)
- 1952 Million Dollar Mermaid (režie Mervyn LeRoy)
- 1954 The Adventures of Hajji Baba (režie Don Weis)
- 1954 The Golden Mistress (režie Abner Biberman)
- 1955 The Big Bluff (režie W. Lee Wilder)
- 1955 The View from Pompey's Head (režie Philip Dunne)
- 1956 The Peacemaker (režie Ted Post)
- 1959 El capitán Jones (režie John Farrow)
- 1961 All in a Night's Work (režie Joseph Anthony)
- 1967 Les corrompus (režie Frank Winterstein a James Hill)
- 1986 Velké problémy (režie John Cassavetes)

### TV filmy
- 1975 Murder on Flight 502 (režie George McCowan)
- 1983 Making of a Male Model (režie Irving J. Moore)

### Seriál
- 1953–1954 The Ford Television Theatre (2 epizody, režie Ted Post, Frederick Stephani)
- 1955 It's a Great Life (1 epizoda, režie Christian Nyby)
- 1955 The Lone Wolf (1 epizoda, režie Rod Amateau)
- 1961 The Dick Powell Show (1 epizoda, režie David Friedkin)
- 1963 The Third Man (1 epizoda, režie Robert M. Leeds)
- 1963 Burke's Law (1 epizoda, režie David Orrick McDearmon)
- 1971 Owen Marshall, Counselor at Law (1 epizoda, režie David Lowell Rich)